# Port lotniczy Guillermo León Valencia
Port lotniczy Guillermo León Valencia (IATA: PPN, ICAO: SKPP) – port lotniczy położony w Popayán, w departamencie Cauca, w Kolumbii.